# Kiryū
Kiryū (桐生市?, Kiryū-shi) è una città del Giappone, che si trova nella prefettura di Gunma.

## Amministrazione

### Gemellaggi
Biella